# Sarnowo (gmina Boniewo)
Sarnowo – wieś w Polsce położona w województwie kujawsko-pomorskim, w powiecie włocławskim, w gminie Boniewo.
W latach 1975–1998 miejscowość należała administracyjnie do województwa włocławskiego.
Według Narodowego Spisu Powszechnego (III 2011 r.) liczyła 94 mieszkańców. Jest siedemnastą co do wielkości miejscowością gminy Boniewo.